# 하태균
하태균(河太均, 1987년 11월 2일 ~ )은 대한민국의 축구 선수로, 포지션은 공격수이다.

## 개요
경상남도 통영시 출생으로 구포초등학교, 현대중학교, 강릉제일고등학교, 단국대학교(중퇴)를 졸업하였다.

## 축구인 생활

### 클럽
2007년 K리그 드래프트 1순위로 수원 삼성 블루윙즈에 입단하였다. 2007년 4월 8일에 열린 FC 서울과의 경기에서 결승골을 넣는 등 좋은 활약을 펼치며 그 해 K-리그 신인상을 받게 되었다.
2008년에는 장기 부상으로 이후 컨디션 조절에 실패하고 다시 부상을 당하는 등의 악재가 겹쳐 정규리그 5경기 출전에 그쳤다.
2009년에도 시즌 초반엔 부상으로 출장하지 못했으나 6월 20일, 대구 FC와의 경기에서 복귀하였다.
2011년 3월 16일 AFC 챔피언스리그 2011 조별리그 2차전 상하이 선화와의 홈경기에서 프로 데뷔 첫 해트트릭을 기록하며 팀의 4-0 대승을 이끌었다.
2011년 11월 20일 부산 아이파크와의 6강 플레이오프 경기에서 전반 45+2분 염기훈의 도움을 골로 연결시켰다. 이 골로 팀은 1-0으로 승리했으며, 팀은 4강 플레이오프에 진출했다.
2015년 옌볜 창바이산으로 6개월 간 임대되었다. 임대 기간이 만료되는 7월, 옌볜 창바이산과 2년 계약을 맺고 완전 이적하였다. 2015시즌 하태균의 활약으로 팀은 중국 갑급리그 우승을 차지했으며, 하태균은 중국 갑급리그 득점왕과 MVP를 수상했다.
2018년 전남 드래곤즈로 이적하여 4년 만에 K리그로 복귀하였다.
2020시즌을 앞두고 강릉시청에 입단했다.

### 국가대표
2007년 FIFA U-20 월드컵에 참가하였다.
2008년 하계 올림픽 예선에서 올림픽 대표로 뛰었으나 2007년 말 부상을 당해 결국 올림픽 대표팀 최종 명단에서 낙마하였다.
2009년 12월 2010년 FIFA 월드컵을 앞두고 소집된 남아프리카 공화국-스페인 전지 훈련 명단에 포함되면서 성인 국가대표팀에 처음 승선하였다. 남아프리카 공화국 프로팀 플래티넘 스타스와의 평가전에 이승렬과 투톱으로 출전할 예정이었으나 전날 자체 훈련에서 왼쪽 허벅지 근육이 파열되면서 아쉽게 국가대표 데뷔가 불발되었다.

## 기록

### 클럽
| 클럽               | 시즌 | 리그 | 리그 | FA컵 | FA컵 | 리그컵 | 리그컵 | 대륙 대회 | 대륙 대회 | 통산 | 통산 |
| 클럽               | 시즌 | 출장 | 득점 | 출장 | 득점 | 출장   | 득점   | 출장      | 득점      | 출장 | 득점 |
| ------------------ | ---- | ---- | ---- | ---- | ---- | ------ | ------ | --------- | --------- | ---- | ---- |
| 수원 삼성 블루윙즈 | 2007 | 15   | 3    | 0    | 0    | 3      | 2      | -         | -         | 18   | 5    |
| 수원 삼성 블루윙즈 | 2008 | 5    | 0    | 0    | 0    | 1      | 0      | -         | -         | 6    | 0    |
| 수원 삼성 블루윙즈 | 2009 | 10   | 2    | 3    | 0    | 2      | 0      | 0         | 0         | 15   | 2    |
| 수원 삼성 블루윙즈 | 2010 | 6    | 1    | 1    | 0    | 4      | 1      | 2         | 0         | 13   | 2    |
| 수원 삼성 블루윙즈 | 2011 | 15   | 3    | 3    | 0    | 2      | 0      | 8         | 6         | 28   | 9    |
| 수원 삼성 블루윙즈 | 2012 | 31   | 6    | 2    | 0    | -      | -      | 0         | 0         | 33   | 6    |
| 상주 상무          | 2013 | 19   | 8    | 2    | 3    | -      | -      | -         | -         | 21   | 11   |
| 상주 상무          | 2014 | 11   | 4    | 3    | 0    | -      | -      | -         | -         | 14   | 4    |
| 수원 삼성 블루윙즈 | 2014 | 3    | 0    | 0    | 0    | -      | -      | -         | -         | 3    | 0    |
| 옌볜 창바이산      | 2015 | 28   | 26   | 1    | 1    | -      | -      | -         | -         | 29   | 27   |
| 통산               | 통산 | 150  | 53   | 17   | 4    | 11     | 3      | 10        | 6         | 189  | 66   |

## 수상

### 개인
- 2007년 K리그 대상 신인상
- 2007년 제21회 스포츠서울 올해의 프로축구 대상 올해의 신인선수상
- 2007년 윈저 어워즈 한국축구대상 베스트 신인상
- 2015년 중국 갑급리그 최우수 선수상
- 2015년 중국 갑급리그 득점상

### 클럽

#### 수원 삼성 블루윙즈
- K리그 우승 1회 (2008년)
- 삼성 하우젠컵 우승 1회 (2008년)
- FA컵 우승 2회 (2009년, 2010년)
- 팬퍼시픽 챔피언십 우승 1회 (2009년)

#### 상주 상무
- K리그 챌린지 우승 1회 (2013년)

#### 옌볜 창바이산
- 중국 갑급리그 우승 1회 (2015년)